# Litchfield Beach
Litchfield Beach es un lugar designado por el censo ubicado en el condado de Georgetown en el estado estadounidense de Carolina del Sur. En el Censo de 2020 tenía una población de 8370  habitantes y una densidad poblacional de 276,42 habitantes por km². Fue incluido como CDP en el censo de 2020.

## Geografía
Litchfield Beach se encuentra ubicado en las coordenadas 33°28′1″N 79°5′59″O / 33.46694, -79.09972. Según la Oficina del Censo de los Estados Unidos,  tiene una superficie total de 30,28 km², de la cual 29,07 km² corresponden a tierra firme y 1,21 km² a agua.